# Torneo Anual 2018 de Primera B (Liga Chacarera)
El Torneo Anual 2018, de Primera B de la Liga Chacarera de Fútbol, comenzó en julio de 2018 y se extendió hasta diciembre del corriente.
Se disputó a dos ruedas, por el sistema de todos contra todos. Tuvo dos ascensos a la Primera División y un clasificado al Torneo Provincial 2019.
El Club Los Altos no participó en esta temporada, tras haberle otorgado una licencia por problemas económicos que atraviesa la institución.

## Ascensos y descensos
| Pos        | Ascendidos a la Primera División 2018 |
| ---------- | ------------------------------------- |
| 1°         | Social Rojas                          |
| Gan. Petit | Las Pirquitas                         |

| Prom           | Descendidos de la Primera División 2017 |
| -------------- | --------------------------------------- |
| 10º            | La Merced                               |
| Tabla Conjunta | Deportivo Sumalao                       |

## Formato

### Competición
- El torneo se jugará a dos ruedas, con el sistema de Todos Contra Todos.
- El equipo que se consagre campeón, ascenderá a la Primera División y además clasificará al Torneo Provincial 2019.
- Los equipos ubicados del 2° al 5° puesto en la Tabla de Posiciones, clasifica al Petit Torneo.
- El equipo que gane el Petit Torneo, obtendrá el segundo ascenso a la Primera División 2019.

## Equipos
| Equipo                                    | Ciudad        | Departamento        |
| ----------------------------------------- | ------------- | ------------------- |
| Ateneo Mariano Moreno                     | Villa Dolores | Valle Viejo         |
| Club Deportivo Sumalao                    | Sumalao       | Valle Viejo         |
| Club Deportivo Juventud Unida de La Falda | La Falda      | Fray Mamerto Esquiú |
| Centro Cultural y Deportivo La Carrera    | La Carrera    | Fray Mamerto Esquiú |
| Club Atlético La Tercena                  | La Tercena    | Fray Mamerto Esquiú |
| Club Social y Deportivo Las Pirquitas     | Las Pirquitas | Fray Mamerto Esquiú |
| Club Social y Deportivo San Antonio       | San Antonio   | Fray Mamerto Esquiú |

### Distribución geográfica de los equipos
| Departamento        | Cant. | Equipos                                                                    |
| ------------------- | ----- | -------------------------------------------------------------------------- |
| Fray Mamerto Esquiú | 5     | Juventud Unida, La Carrera, La Tercena, Las Pirquitas y Social San Antonio |
| Valle Viejo         | 2     | Ateneo M. Moreno y Deportivo Sumalao                                       |

## Estadios
El Estadio de Coronel Daza, está ubicado en Banda de Varela (perteneciente al Departamento Capital), es la segunda alternativa para los equipos de la Liga Chacarera.
El estadio del Deportivo Las Pirquitas se encuentra en la Villa de Las Pirquitas, a orillas del Río del Valle.

## Tabla de posiciones
| Pos. | Equipo                    | Pts. | PJ | PG | PE | PP | GF | GC | Dif. |
| ---- | ------------------------- | ---- | -- | -- | -- | -- | -- | -- | ---- |
| 01.º | La Tercena                | 25   | 12 | 7  | 4  | 1  | 23 | 14 | 9    |
| 02.º | Ateneo Mariano Moreno     | 23   | 12 | 7  | 2  | 3  | 22 | 18 | 4    |
| 03.º | La Carrera                | 15   | 12 | 3  | 6  | 3  | 19 | 15 | 4    |
| 04.º | Deportivo Sumalao         | 15   | 12 | 3  | 6  | 3  | 12 | 10 | 2    |
| 05.º | Las Pirquitas             | 15   | 12 | 4  | 3  | 5  | 17 | 23 | −6   |
| 06.º | Social San Antonio        | 12   | 12 | 1  | 9  | 2  | 10 | 12 | −2   |
| 07.º | Juventud Unida (La Falda) | 5    | 12 | 1  | 2  | 9  | 10 | 21 | −11  |

|  | El equipo que ocupe esta posición se consagra campeón y clasifica al Torneo Provincial 2019. |
|  | Los equipos que ocupen esta posición clasifican al Petit Torneo.                             |

### Evolución de las posiciones
| Equipo / Fecha      | 1    | 2    | 3    | 4    | 5    | 6    | 7    | 8    | 9    | 10   | 11   | 12   | 13   | 14   |
| ------------------- | ---- | ---- | ---- | ---- | ---- | ---- | ---- | ---- | ---- | ---- | ---- | ---- | ---- | ---- |
| Ateneo M. Moreno    | 06.° | 02.° | 02.° | 02.° | 02.° | 02.° | 02.° | 02.° | 02.° | 02.° | 01.° | 01.° | 02.° | 02.° |
| Deportivo Sumalao   | 05.° | 07.° | 07.° | 06.° | 05.° | 05.° | 05.° | 05.° | 05.° | 06.° | 05.° | 04.° | 05.° | 04.° |
| Juventud Unida (LF) | 07.° | 05.° | 06.° | 07.° | 07.° | 06.° | 06.° | 06.° | 06.° | 07.° | 07.° | 07.° | 07.° | 07.° |
| La Carrera          | 02.° | 03.° | 03.° | 03.° | 03.° | 03.° | 03.° | 03.° | 03.° | 03.° | 03.° | 03.° | 03.° | 03.° |
| La Tercena          | 01.° | 01.° | 01.° | 01.° | 01.° | 01.° | 01.° | 01.° | 01.° | 01.° | 02.° | 02.° | 01.° | 01.° |
| Las Pirquitas       | 03.° | 06.° | 04.° | 04.° | 06.° | 07.° | 07.° | 07.° | 07.° | 05.° | 04.° | 05.° | 04.° | 05°  |
| Social San Antonio  | 04.° | 04.° | 05.° | 05.° | 04.° | 04.° | 04.° | 04.° | 04.° | 04.° | 06.° | 06.° | 06.° | 06.° |

|  |

## Resultados
| La Carrera               | 2 - 0 | Juventud Unida (LF) | Coronel Daza        | 28 de julio | 14:00 |
| Social San Antonio       | 2 - 2 | Las Pirquitas       | Coronel Daza        | 29 de julio | 14:00 |
| Ateneo M. Moreno         | 1 - 3 | La Tercena          | Primo A. Prevedello | 29 de julio | 14:00 |
| Libre: Deportivo Sumalao |       |                     |                     |             |       |

| Juventud Unida (LF) | 1 - 1 | Social San Antonio | Primo A. Prevedello | 4 de agosto | 14:00 |
| La Tercena          | 2 - 0 | Deportivo Sumalao  | Coronel Daza        | 4 de agosto | 14:00 |
| Las Pirquitas       | 0 - 4 | Ateneo M. Moreno   | Primo A. Prevedello | 5 de agosto | 15:30 |
| Libre: La Carrera   |       |                    |                     |             |       |

| Deportivo Sumalao  | 1 - 2 | Las Pirquitas       | Primo A. Prevedello | 18 de agosto | 14:30 |
| Ateneo M. Moreno   | 1 - 0 | Juventud Unida (LF) | Primo A. Prevedello | 18 de agosto | 16:30 |
| Social San Antonio | 0 - 0 | La Carrera          | Coronel Daza        | 19 de agosto | 14:30 |
| Libre: La Tercena  |       |                     |                     |              |       |

| Juventud Unida (LF)       | 0 - 1 | Deportivo Sumalao | Primo A. Prevedello | 24 de agosto | 16:30 |
| La Carrera                | 1 - 2 | Ateneo M. Moreno  | Coronel Daza        | 25 de agosto | 14:00 |
| Las Pirquitas             | 1 - 2 | La Tercena        | Primo A. Prevedello | 26 de agosto | 14:30 |
| Libre: Social San Antonio |       |                   |                     |              |       |

| Deportivo Sumalao    | 1 - 1 | La Carrera          | Primo A. Prevedello | 15 de septiembre | 14:00 |
| La Tercena           | 5 - 3 | Juventud Unida (LF) | Coronel Daza        | 16 de septiembre | 14:00 |
| Ateneo M. Moreno     | 1 - 1 | Social San Antonio  | Primo A. Prevedello | 16 de septiembre | 15:00 |
| Libre: Las Pirquitas |       |                     |                     |                  |       |

| La Carrera              | 2 - 2 | La Tercena        | Primo A. Prevedello | 20 de septiembre | 18:00 |
| Juventud Unida (LF)     | 3 - 1 | Las Pirquitas     | Coronel Daza        | 22 de septiembre | 14:30 |
| Social San Antonio      | 0 - 0 | Deportivo Sumalao | Primo A. Prevedello | 22 de septiembre | 15:00 |
| Libre: Ateneo M. Moreno |       |                   |                     |                  |       |

| La Tercena                 | 1 - 1 | Social San Antonio | Coronel Daza        | 29 de septiembre | 15:00 |
| Las Pirquitas              | 1 - 4 | La Carrera         | Primo A. Prevedello | 29 de septiembre | 17:00 |
| Deportivo Sumalao          | 2 - 2 | Ateneo M. Moreno   | Primo A. Prevedello | 30 de septiembre | 17:00 |
| Libre: Juventud Unida (LF) |       |                    |                     |                  |       |

| Las Pirquitas            | 2 - 2 | Social San Antonio | Primo A. Prevedello | 5 de octubre | 16:00 |
| Juventud Unida (LF)      | 0 - 0 | La Carrera         | Primo A. Prevedello | 5 de octubre | 18:00 |
| La Tercena               | 2 - 0 | Ateneo M. Moreno   | Primo A. Prevedello | 5 de octubre | 20:00 |
| Libre: Deportivo Sumalao |       |                    |                     |              |       |

| Ateneo M. Moreno   | 3 - 2 | Las Pirquitas       | Primo A. Prevedello | 12 de octubre | 17:00 |
| Deportivo Sumalao  | 0 - 0 | La Tercena          | Primo A. Prevedello | 12 de octubre | 19:00 |
| Social San Antonio | 1 - 0 | Juventud Unida (LF) | Primo A. Prevedello | 13 de octubre | 18:00 |
| Libre: La Carrera  |       |                     |                     |               |       |

| Las Pirquitas       | 2 - 0 | Deportivo Sumalao  | Primo A. Prevedello | 18 de octubre | 16:30 |
| Juventud Unida (LF) | 1 - 3 | Ateneo M. Moreno   | Primo A. Prevedello | 19 de octubre | 17:00 |
| La Carrera          | 2 - 0 | Social San Antonio | Primo A. Prevedello | 20 de octubre | 17:00 |
| Libre: La Tercena   |       |                    |                     |               |       |

| Deportivo Sumalao         | 4 - 1 | Juventud Unida (LF) | Coronel Daza        | 3 de noviembre | 15:00 |
| La Tercena                | 0 - 1 | Las Pirquitas       | Primo A. Prevedello | 3 de noviembre | 16:30 |
| Ateneo M. Moreno          | 3 - 2 | La Carrera          | Primo A. Prevedello | 4 de noviembre | 16:30 |
| Libre: Social San Antonio |       |                     |                     |                |       |

| Social San Antonio   | 1 - 2 | Ateneo M. Moreno  | Coronel Daza        | 9 de noviembre  | 15:00 |
| Juventud Unida (LF)  | 1 - 3 | La Tercena        | Primo A. Prevedello | 9 de noviembre  | 17:00 |
| La Carrera           | 0 - 0 | Deportivo Sumalao | Primo A. Prevedello | 11 de noviembre | 19:30 |
| Libre: Las Pirquitas |       |                   |                     |                 |       |

| La Tercena              | 4 - 3 | La Carrera          | Coronel Daza        | 14 de noviembre | 15:00 |
| Deportivo Sumalao       | 0 - 0 | Social San Antonio  | Coronel Daza        | 15 de noviembre | 15:00 |
| Las Pirquitas           | 1 - 0 | Juventud Unida (LF) | Primo A. Prevedello | 15 de noviembre | 18:00 |
| Libre: Ateneo M. Moreno |       |                     |                     |                 |       |

| La Carrera                 | 2 - 2 | Las Pirquitas     | Coronel Daza        | 17 de noviembre | 15:30 |
| Social San Antonio         | 1 - 1 | La Tercena        | Primo A. Prevedello | 18 de noviembre | 15:00 |
| Ateneo M. Moreno           | 0 - 3 | Deportivo Sumalao | Coronel Daza        | 18 de noviembre | 15:30 |
| Libre: Juventud Unida (LF) |       |                   |                     |                 |       |

| 1. 2. |

|                                                           |
| Club Atlético La Tercena                                  |
| Campeón Torneo Anual 2018 (Primera B) Copa Teobaldo Savio |

## Petit Torneo 2018

### Cuadro de desarrollo
|  | Semifinales           | Semifinales           | Semifinales   | Semifinales | Semifinales |   |            | Final      | Final | Final | Final | Final |
|  |                       |                       |               |             |             |   |            |            |       |       |       |       |
|  | Ateneo Mariano Moreno | Ateneo Mariano Moreno | 2             | 1           | 3           |   |            |            |       |       |       |       |
|  | Las Pirquitas         | Las Pirquitas         | 2             | 6           | 8           |   |            |            |       |       |       |       |
|  |                       |                       |               |             |             |   | La Carrera | La Carrera | 0     | 1     | 1     |       |
|  |                       | Las Pirquitas         | Las Pirquitas | 0           | 0           | 0 |            |            |       |       |       |       |
|  | La Carrera            | La Carrera            | 3             | 1           | 4           |   |            |            |       |       |       |       |
|  | Deportivo Sumalao     | Deportivo Sumalao     | 2             | 1           | 3           |   |            |            |       |       |       |       |

### Semifinales
| 23 de noviembre, 18:00 | Las Pirquitas                                              | 2 - 2   | Ateneo M. Moreno                             | Primo A. Prevedello, San Isidro |                          |
|                        | Facundo Castro 25' (pen.) · Sebastián Quinteros 75' (pen.) | Reporte | 20' Julio Prida · 43' (pen.) Emmanuel Martel | Árbitro(s): Jesús Aldeco        | Árbitro(s): Jesús Aldeco |

| 1 de diciembre, 17:00 | Ateneo M. Moreno      | 1 - 6   | Las Pirquitas                                                                                              | Primo A. Prevedello, San Isidro |                            |
|                       | Emmanuel Martel 45+3' | Reporte | 6' 17' 59' 76' Adrián Bustamante · 14' Franco Carrasco · 21' Ignacio Hidalgo · 45+1' (pen.) Facundo Castro | Árbitro(s): Mario Baigorrí      | Árbitro(s): Mario Baigorrí |

| 28 de noviembre, 18:00 | Deportivo Sumalao    | 2 - 3   | La Carrera                                         | Primo A. Prevedello, San Isidro |                           |
|                        | Hernán Artero 9' 59' | Reporte | 13' 66' (pen.) Facundo Salas · 68' Jonathan Zurita | Árbitro(s): Javier Roldán       | Árbitro(s): Javier Roldán |

| 2 de diciembre, 17:00 | La Carrera         | 1 - 1   | Deportivo Sumalao | Primo A. Prevedello, San Isidro |                             |
|                       | Ángel Agüero 90+2' | Reporte | 89' Hernán Artero | Árbitro(s): Exequiel Agüero     | Árbitro(s): Exequiel Agüero |

### Final
| 6 de diciembre, 18:00 | Las Pirquitas | 0 - 0   | La Carrera | Primo A. Prevedello, San Isidro |                          |
|                       |               | Reporte |            | Árbitro(s): Jesús Aldeco        | Árbitro(s): Jesús Aldeco |

| 10 de diciembre, 19:00 | La Carrera          | 1 - 0   | Las Pirquitas | Primo A. Prevedello, San Isidro |                           |
|                        | Jonathan Zurita 55' | Reporte |               | Árbitro(s): Federico Cano       | Árbitro(s): Federico Cano |

|                                        |
| Centro Cultural y Deportivo La Carrera |
| Campeón Petit Torneo 2018 (Primera B)  |

## Estadísticas

### Goleadores
| Jugador              | Equipo           | Goles |
| -------------------- | ---------------- | ----- |
| Adrián F. Bustamante | Las Pirquitas    | 7     |
| Ángel Bustamante     | La Tercena       | 7     |
| Facundo Salas        | La Carrera       | 7     |
| Walter Bustamante    | La Tercena       | 6     |
| Ignacio Hidalgo      | Las Pirquitas    | 5     |
| Miguel Vergara       | Ateneo M. Moreno | 5     |

| Claudio Varela Olivera    | Ateneo M. Moreno    | 4 |
| Hernán Artero             | Deportivo Sumalao   | 4 |
| Alejo Zurita              | Social San Antonio  | 3 |
| Emmanuel Martel Medina    | Ateneo M. Moreno    | 3 |
| Joel Cuenca               | La Tercena          | 3 |
| Jonathan Leiva            | La Tercena          | 3 |
| Jonathan Zurita           | La Carrera          | 3 |
| Lucas Soberón             | La Carrera          | 3 |
| Sergio Álamo              | Las Pirquitas       | 3 |
| Ángel Rueda               | Ateneo M. Moreno    | 2 |
| Claudio Díaz              | La Tercena          | 2 |
| Diego Baldés              | Deportivo Sumalao   | 2 |
| Diego Tula                | Deportivo Sumalao   | 2 |
| Gastón Sosa Orellana      | Social San Antonio  | 2 |
| Jonathan Palacios         | Social San Antonio  | 2 |
| Julio Prida               | Ateneo M. Moreno    | 2 |
| Leonardo Leyes            | Juventud Unida (LF) | 2 |
| Lucas Salcedo             | Juventud Unida (LF) | 2 |
| Matías Reinoso            | Deportivo Sumalao   | 2 |
| Miguel Arreguez           | La Carrera          | 2 |
| Nicolás Burgos            | La Tercena          | 2 |
| Ramón Córdoba             | Juventud Unida (LF) | 2 |
| Walter Bustamante         | La Tercena          | 2 |
| Antonio Ramírez           | Ateneo M. Moreno    | 1 |
| Braian Castro             | Las Pirquitas       | 1 |
| Carlos Lobo Heredia       | Juventud Unida (LF) | 1 |
| Carlos Vázquez            | Juventud Unida (LF) | 1 |
| Claudio Cejas Barrionuevo | Deportivo Sumalao   | 1 |
| David Varas               | La Carrera          | 1 |
| Francisco Salcedo         | Juventud Unida (LF) | 1 |
| Germán Lizarraga          | Social San Antonio  | 1 |
| Guillermo Vega            | La Carrera          | 1 |
| Horacio Pérez             | La Carrera          | 1 |
| Jonathan Carrizo          | Ateneo M. Moreno    | 1 |
| Jonathan Suárez           | Las Pirquitas       | 1 |
| Kevin Villafañe           | La Tercena          | 1 |
| Luis Armas                | Ateneo M. Moreno    | 1 |
| Luis Bazán                | Ateneo M. Moreno    | 1 |
| Manuel Murulla            | Social San Antonio  | 1 |
| Naim Vaquel               | Juventud Unida (LF) | 1 |
| Nicolás Roldán            | La Carrera          | 1 |
| Ramón Paredes             | Deportivo Sumalao   | 1 |
| Raúl Dávila Díaz          | Social San Antonio  | 1 |
| Ricardo Arias Caldelari   | Ateneo M. Moreno    | 1 |
| Ricardo Ramírez           | Ateneo M. Moreno    | 1 |